# BaltFloodCombat
BaltFloodCombat − projekt wspólnie prowadzony przez estońską, łotewską oraz litewską straż pożarną, w ramach Ministerstwa Spraw Wewnętrznych. BaltFloodCombat działa w ramach działań sił szybkiego reagowania UE finansowanych przez Parlament Europejski oraz Komisję Europejską w 80% wartości projektu, pozostałe środki pochodzą z budżetów krajowych. Celem projektu jest stworzenie wiarygodnych i efektywnych krajowych zdolności reagowania przeciwpowodziowego w trzech krajach bałtyckich.

## Główne cele
- Zwiększenie krajowych zdolności reagowania przeciwpowodziowego;
- Wzmocnienie europejskiej zdolności szybkiego reagowania w różnym rodzaju katastrof;
- W celu wykazania, poprzez innowacyjne podejście, możliwości i sposobów budowania wielostronnych możliwości ochrony ludności;
- Przyczynienie się do dalszego rozwoju Obrony Cywilnej.

## Sprzęt
Na wyposażeniu grupy BaltFloodCombat są: pompy wysokiej wydajności, węże, samochody pożarnicze, agregaty prądotwórcze, quady. Mogą być wykorzystane jako pomoc doraźna dla krajów Unii Europejskiej w odległości nie większej niż 4000 km od Wilna.
| Pompa CD225M z przyczepą. | Pompy CD160M z przyczepą. | Węże ciśnieniowe 8800M (20 m) | Węże ssące (2,5 m) | ATV 6x6 | Małe pojemnik na przewody ciśnieniowe | Pojemniki transportowe (z osłoną) | Razem |
| 1                         | 2                         | 440                           | 12                 | 2       | 32                                    | 3                                 | 492   |

## Misje ratownicze
Podjęto decyzję, że 19 maja 2010. BFC uda się na pierwszą misję do Polski – poinformował litewski Departament ds. Pożarów i Ratownictwa. Estonia, Łotwa i Litwa wyśle do Polski 19 osób z pompami wysokiej wydajności oraz potrzebny sprzęt w celu pomocy w usuwaniu szkód powstałych podczas powodzi, która wystąpiła w krajach Europy Środkowej.